# Вергара, Джерсон
Дже́рсон Верга́ра Аму́ (исп. Jherson Vergara Amú; род. 26 мая 1994[…], Флорида, Валье-дель-Каука) — колумбийский футболист, защитник.

## Клубная карьера
Джерсон Вергара — воспитанник «Университарио Попаян». Свой первый профессиональный контракт подписал в 2011 году с клубом «Депортес Киндио». Проведя за клуб 5 игр, вернулся на правах аренды в «Университарио Попаян».

### Милан
В мае 2013 года был подписан итальянским «Миланом».

### Парма
20 января 2014 года двадцатилетнего колумбийского защитника взяла в аренду итальянская «Парма» до конца сезона 2013/14. Но Вергара ни разу не попал в заявку команды на матч.

### Авеллино
9 июля 2014 года Вергару арендовал «Авеллино» из Серии B. Дебют состоялся в матче 5 тура против «Фрозиноне». Также Вергара дебютировал в Кубке Италии в 1/8 финала против «Аталанты». Его команда проиграла со счётом 0:2. «Авеллино» попал в плей-офф за выход в Серию А, но в решающей встрече проиграл «Болоньи». Всего провёл за клуб 16 игр и забил 1 гол.

### Ливорно
25 августа 2015 года Вергара был арендован «Ливорно», также из Серии B. Дебют состоялся в матче против «Модены». Джерсон вышел в стартовом составе и провёл на поле все 90 минут. В матче 14 тура против «Бари» получил 2 жёлтых карточки и оставил свою команду в меньшинстве. В итоге «Ливорно» проиграл 0:1. В матче 28 тура «Ливорно» играл с бывшей командой Вергары и колумбиец отличился на 54-й минуте, но это не помогло коллективу избежать поражения (1:2). В 22 матчах Вергара забил 1 гол и получил 1 жёлтую и 1 красную карточку. По итогам сезона «Ливорно» выбыл из Серии B.

### Арсенал Тула
1 августа 2016 года перешёл в тульский «Арсенал» на правах аренды. Дебют состоялся в матче 7 тура против «Томи». Вергара вышел в стартовом составе и составил тройку защиты вместе с Горбатюком и Айдовым. В итоге Вергара проиграл конкуренцию за место в стартовом составе Сунзу, Беляеву и Иванову. За этот сезон Вергара провёл 18 матчей, в которых получил 5 жёлтых карточек.

### Возвращение в Милан
По окончании срока аренды вернулся в «Милан». В последние часы летнего трансферного окна 2017 был близок к переходу в «Бари», однако клубам не хватило нескольких минут, чтобы зарегистрировать трансфер. Не попал в заявку «Милана» на сезон 2017/18.

### Кальяри
16 августа 2018 года Вергара перебрался в «Кальяри» на правах свободного агента.

### Ольбия
На следующий день после подписания контракта был отдан в аренду в клуб из третьего по силе дивизиона Италии (Серии C) «Ольбия». Сыграл лишь 3 игры.

### Возвращение в Кальяри
31 января 2018 года было объявлено о расторжении контракта с Вергарой.

## Международная
Вергара провёл 18 матчей в составе сборной Колумбии до 20 лет. Участвовал со сборной в чемпионате Южной Америки по футболу среди молодёжных команд. После победы в этом турнире Джерсон привлёк внимание многих европейских клубов и в результате перешёл в «Милан». С мая по июнь с молодёжной сборной участвовал в турнире в Тулоне 2013, где сыграл все 5 игр.

## Достижения
Колумбия (до 20)
- Победитель чемпионата Южной Америки по футболу среди молодёжных команд: 2013